# Lasioglossum fulviventre
Lasioglossum fulviventre är en biart som först beskrevs av Heinrich Friese 1924.  Lasioglossum fulviventre ingår i släktet smalbin, och familjen vägbin. Inga underarter finns listade i Catalogue of Life.